# 20mm kanón typu 99
20mm kanón typu 99 byl standardní japonský letecký kanón císařského námořního letectva během druhé světové války. Kanón (ve verzi 99-1) byl v podstatě licenční verzí švýcarského 20mm kanónu Oerlikon FF používaného jinak v mnoha evropských stíhacích letadlech. Dále existovala varianta 99-2, založená na kanónu Oerlikon FFL s prodlouženou hlavní.
Byl vybrán jako hlavní výzbroj mnoha významných japonských letadel, protože byl dost lehký i kompaktní pro zástavbu do aerodynamicky čistého typu křídla a mohl střílet trhavé střely. Typ 99 tvořil hlavní výzbroj slavného stíhacího letadla Micubiši A6M Zero.